# Castillo de Gilling
Castillo de Gilling es un castillo catalogado como monumento histórico de "Grado I" en la Statutory List of Buildings of Special Architectural del Reino Unido. Se encuentra cerca del pueblo de Gilling East, en Yorkshire del Norte, en Inglaterra.

## Historia
El castillo fue originalmente el hogar de la familia Etton, que apareció allí a finales del siglo XII. Fue Thomas de Etton quien construyó la casa solariega fortificada en el siglo XIV, una gran torre casi cuadrada, cuyo sótano aún forma el núcleo del edificio actual. En 1349, su padre otorgó la Casa de Gilling a la familia de su esposa, los Fairfax, en caso de que los Etton no pudieran producir un heredero varón. Así, Thomas Fairfax pudo reclamar la propiedad en 1489, y fue su bisnieto, Sir William Fairfax, quien lo logró en 1571 y emprendió la reconstrucción de la antigua casa del siglo XIV. Construyendo sobre las murallas medievales y dejando intacta la planta baja. Reconstruyó el primer y segundo piso, agregando en la parte posterior (este) una torreta de escalera y una "ventana mirador". La "Gran Cámara" o gran salón también se construyó en ese mismo período.

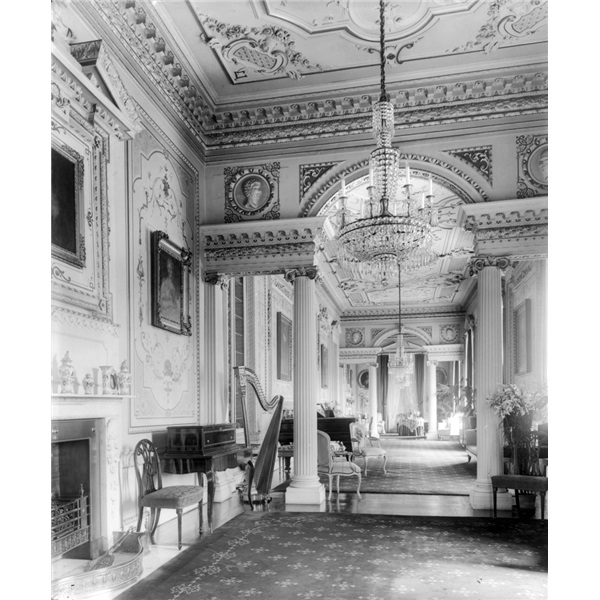
Castillo de Gilling que muestra el interior del, fotografiado en 1909.

A principios del siglo XVIII, el propietario, ahora vizconde de Fairfax de Emley, remodeló gran parte del interior de la casa y agregó las alas que rodean el patio delantero (oeste). Aunque este trabajo se ha atribuido a menudo a John Vanbrugh o James Gibbs, también existe una mención referida al arquitecto de Yorkshire William Wakefield (fallecido en 1730) que se basa en una nota escrita por Francis Drake. En la década de 1750, John Carr, que se dedicaba a remodelar el interior de la prominente casa de Lord Fairfax en la reconocida calle Castlegate en York, realizó modificaciones menores.
En 1885, después la muerte de Lavinia Fairfax (posterior Sra. Barnes), esta rama de la familia se extinguió y el castillo, después de pasar por varias manos, fue comprado por la Abadía de Ampleforth en 1929. El vendedor, sin embargo, conservó el revestimiento de paneles de madera y el vitreaux de la "Gran Camara" y los vendió por separado. Los accesorios fueron recuperados para el castillo de Gilling con la ayuda de la Sociedad Isabelina de York y del fideicomiso nacional inglés Pilgrim Trust, más amigos y suscriptores, siendo restituidos a su antiguo hogar en 1952.
Hasta el año 2018, el castillo estuvo ocupado por el colegio St Martin's Ampleforth, una escuela preparatoria para el Ampleforth College. El castillo también está designado como edificio protegido de Grado I en la lista de edificios históricos de Gran Bretaña.

## La Gran Cámara

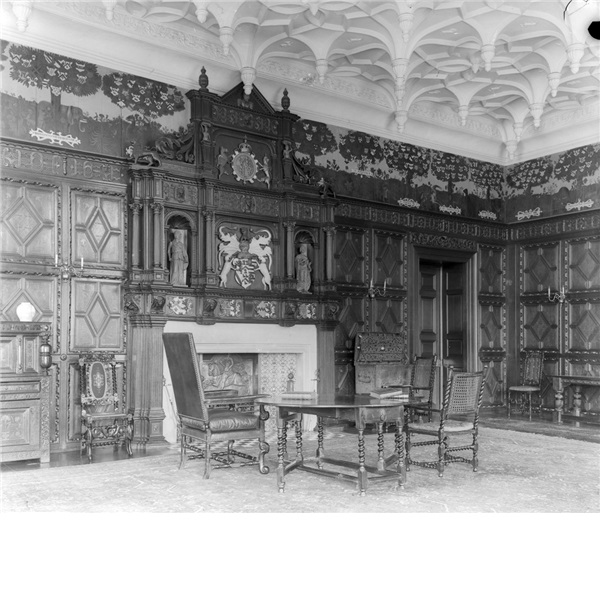
La Gran Cámara

Visión lateral de la Gran Cámara del Castillo

La Gran Cámara es la sala principal de la casa, reconstruida por Sir William Fairfax, quien ocupó el castillo de Gilling desde 1571 hasta 1597. Sobrevivió a la reconstrucción del siglo XVIII casi sin alteraciones y es un ejemplo notable de la riqueza y elaboración de un interior del Estilo Isabelino tardío. Sir William estaba muy interesado en demostrar a través de la heráldica sus conexiones en Yorkshire, y la utilizó para decorar la habitación recién construida, hasta tal punto que en la década de 1590, según muestran los inventarios, había un libro al que los visitantes podían referirse para identificar "las armas heráldicas" en el yeso, las pinturas y los vitrales. El vitraux tiene la firma de un artista flamenco con fecha de 1585, lo que sugiere que la sala y su decoración se completaron ese año.
La habitación está revestida de roble inglés y dividida en altura en tres grandes líneas de paneles que cubren todas las esquinas. Están densamente enmarcados e intrincadamente tallados con un uso prolífico de incrustaciones de marquetería. Los paneles tienen un diseño romboidal en el centro que está lleno con motivos geométricos entrelazados en ébano y acebo y con tres tipos de flores en los ángulos que lo rodean. Cada uno es diferente y hay casi cien alrededor de la habitación.

La Chimenea con los escudos de armas de la familia Fairfax al centro, de la reina Isabel I en la parte superior y del resto de familia en la parte inferior.

La chimenea tiene el escudo de armas de la familia Fairfax en el panel central, por encima está el escudo de la reina Isabel I y por debajo se encuentran los escudos de armas de las cuatro hermanas de Sir Willian y sus esposos: Bellasis, Curwen, Vavasour, y Roos, cada uno mirando hacia el escudo central de Fairfax.

Friso con los escudos de armas de las familias de la nobleza de Yorkshire y la escena de una cortesana y músicos

Sobre el revestimiento de paneles corre un friso pintado sobre tablas de madera, mostrando los escudos de armas de todas las familias de la nobleza de Yorkshire. Están agrupados por la unidad administrativa y fiscal de Wapentakes, similar al Hundred (Cien). Cada Wapentake está representado por un árbol y en sus ramas cuelgan los escudos de todos los caballeros que entonces vivían en ese distrito. Existía en el castillo un "registro de todas las armas de los caballeros de la gran cámara", más de 400 en total, de las que se conocen varias copias manuscritas. También se encuentra, sobre la puerta que da al comedor, una representación de la vida cortesana con una doncella y músicos sentados contra un enrejado en el césped. Todo el friso tiene un fondo de mucho "verdor", originario de finales de la Edad Media, muy típico también en tapices y murales.

El marco del reloj solar de cristal, firmado 'Bærnard Dininckhoff' y fechado en 1585.

Detalle del techo de la Gran Cámara con motivos heráldicos.

Sir William continuó con su decoración heráldica en los cristales pintados, que es la parte más fina de la "Gran Cámara". La ventana sur, que es la única que se conserva casi intacta, está dedicada a la heráldica y a la genealogía de la familia de su segunda esposa, los Stapleton. La ventana de la bahía ha sufrido, y la primera corrida de ventanales fue reemplazada con cristales transparentes, probablemente en el siglo XVIII, ésta muestra la historia de la familia Fairfax. Las dos ventanas son obra de "Bærnard Dininckhoff", de origen centroeuropeo quien ha dejado su firma con fecha de 1585 y un diminuto retrato de sí mismo en el vitral inferior derecho de la ventana sur. La tercera ventana (este) también ha perdido sus vitrales inferiores y es de un artista diferente, de fecha ligeramente posterior. Muestra la historia de la familia Constable. Emparentada a través del matrimonio con el único hijo de Sir William, Thomas (luego el primer vizconde de Fairfax) con Catharine Constable de la ciudad de Burton Constable también de Yorkshire.
El techo de bóveda con molduras de yeso acanaladas con forma de cruzería y voladizos colgantes completan la habitación. Una vez más, el entusiasmo de Sir William por la heráldica encuentra su lugar, ya que en cada pieza de los colgantes de madera cubiertos por cal, hay una figura de leones (escudo de los Fairfax) o cabras o  de los antiguos sabuesos talbots (los partidarios de Fairfax y Stapleton).